# Idalus albidior
Idalus albidior är en fjärilsart som beskrevs av Rothschild 1917. Idalus albidior ingår i släktet Idalus och familjen björnspinnare. Inga underarter finns listade i Catalogue of Life.